# Gentil (Rio Grande do Sul)
Pour les articles homonymes, voir Gentil.
Gentil est une municipalité du Nord-Ouest de l'État du Rio Grande do Sul faisant partie de la microrégion de Passo Fundo  et située à 233 km au nord-ouest de Porto Alegre, capitale de l'État. Elle se situe à une latitude de 28° 25′ 49″ sud et à une longitude de 52° 02′ 08″ ouest, à une altitude de 774 mètres. Sa population était estimée à 1 579, pour une superficie de 184 km2. On y accède par les BR-285 et RS-324.
Les premiers habitants de l'endroit furent les Amérindienss Tapes et Coroados. Au fil des années, avec le développement de l'élevage, s'est créé un village de caboclos appelé Lagoa Comprida, en raison d'une pièce d'eau allongée trônant au centre du lieu Aux environs de 1920, des descendants d'italiens s'établirent dans la région. De 1934 à 1943, la localité reçut l'influence spirituelle du Capucin Frei Gentil, de la paroisse de Marau. En hommage à cet homme, le nom se changea en Vila Gentil.
Les districts qui composent la municipalité sont Vila Alegre, Cabriúva, Forquilha, Campinas, Campo do Meio, Fazenda São Miguel, São Gotardo, São Caetano et Gentil.

## Villes voisines
- Água Santa
- Ciríaco
- Santo Antônio do Palma
- Marau
- Mato Castelhano